# Pinell de Solsonès
Pinell de Solsonès là một đô thị trong tỉnh Lleida, cộng đồng tự trị Cataluña Tây Ban Nha. Đô thị Pinell de Solsonès có diện tích là 91,1 ki-lô-mét vuông, dân số năm 2009 là 215 người với mật độ 2,36 người/km². Đô thị Pinell de Solsonès có cự ly km so với tỉnh lỵ Lleida.